# Bio Hunter
Bio Hunter (на японски: バイオ・ハンタ) е японска манга поредица създадена от Фуджихико Хосоно. Разказва се за двама молекулярни биолози Кошигая и Кимада, които залавят хора заразени с особен вид вирус. Този вирус ги прави по-малко хора и много повече демони. Издадено е на части от манга списанието Comic Burger.
Мангата е анимирана като 1 филм (тип OVA) с продължителност 1 час. Продуцирана е от Madhouse Studios и Toei Animation, режисирана е от Юзо Сато а сценарист е Йошиаки Каваджири. Разпространител в Северна Америка е Urban Vision.

## Сюжет
Двама учени се опитват да създадат благонадежно лекарство, което да се спрви с демоничен вирус атакуващ хора навсякъде из Япония. Нещата обаче се усложняват. Един от тях се заразява.
Така започва битка със самия него. Той желае не само да не позволи демоничната му страна да вземе връх, а и да спаси приятелите си като използва мощта на злата сила в него.

## Жанр
Ужас, трилър, мистерия, психологически, драма.

## Основни герои
- Комада
- Кошигая
- Саяка
- Бокуда
- Таб
- Микава
- Мери
- Шефа
- Полицейския офицер